# Internationale Schule Neustadt
Die Internationale Schule Neustadt (ISN) ist eine 2005 gegründete private Internationale Schule mit Englisch als Unterrichtssprache, in der Kinder von 4–18 Jahren unterrichtet werden. 

## Gebäude
Die Kelleranlagen des Ende des 19. Jahrhunderts errichteten Gebäudes stehen unter Denkmalschutz.

## Profil
Das Bildungsangebot umfasst den Erwerb des  General Certificate of Secondary Education (mittlerer Schulabschluss) und des Cambridge International General Certificate of Education – Advanced Level (Studienzulassung). Schulträger ist das SBW Haus des Lernens.